# Confederazione Italiana Kendo
La Confederazione Italiana Kendo (CIK) è la principale federazione sportiva che si occupa di promuovere e diffondere il Kendō (剣道?) sul territorio italiano. Si occupa inoltre di altre discipline ad esso strettamente correlate: Iaidō (居合道?), Jōdō (杖道?) e (Atarashii) Naginata ((新しい)なぎなた?).
La CIK è membro e, di conseguenza, l'unico ente sul territorio della Repubblica Italiana riconosciuto dalla International Kendo Federation (FIK) e dalla European Kendo Federation (EKF) per la gestione della pratica e della diffusione di Kendo, Iaido, Jodo e dalla International Naginata Federation (INF) e dalla European Naginata Federation (ENF)  per la Naginata. In qualità di membro FIK (International Kendo Federation), la CIK è l'unico soggetto riconosciuto dalla Zen Nihon Kendo Renmei (全日本剣道連盟), la federazione nazionale giapponese, leader indiscussa nel mondo per le discipline indicate.
La CIK collabora inoltre con il Centro Sportivo Educativo Nazionale, un Ente di promozione sportiva riconosciuto dal CONI e dal CIP.
La CIK è attiva in campo internazionale nell'organizzazione dei maggiori eventi della European Kendo Federation e della International Kendo Federation. È membro del Consiglio Direttivo per la zona europea insieme a Germania e Francia.
Il Presidente della Confederazione Italiana Kendo è anche membro permanente del Board of Directors della International Kendo Federation (FIK).
Il 1º dicembre 2020 la Confederazione Italiana Kendo ha ricevuto l'encomio del Ministro degli Esteri giapponese. Il riconoscimento è stato consegnato al presidente della federazione Matteo Petri da una delegazione dell'ambasciata del Giappone in Italia in occasione dei Campionati Italiani di Kendo tenutisi a Modena il 23 ottobre 2022.
La CIK ha ospitato i 15° Campionati mondiali di kendo a Novara nel maggio 2012 ed è stata selezionata dalla FIK per i 19WKC in programma per luglio 2024 a Milano.

## Storia
La Confederazione Italiana Kendo nasce nel 1988 dall'accordo della Associazione Italiana Kendo (AIK) e della Federazione Nazionale Italiana Kendo (FeNIKe). La CIK quale membro e rappresentante dell'Italia presso le organizzazioni internazionali (FIK, EKF, INF e ENF) è l'unico ente nazionale riconosciuto in campo internazionale con la responsabilità di formare le squadre nazionali per la partecipazione ai Campionati Europei e Mondiali delle quattro discipline marziali rappresentate.
La pratica del Kendo iniziò in Italia alla fine degli anni sessanta, grazie all'interesse di alcuni appassionati di arti marziali. Le attività cominciarono ad assumere una base organizzata con la fondazione dell'Associazione Italiana Kendo (AIK - 1972). La FeNIKe (Federazione Nazionale Italiana Kendo), fondata nel 1988, trovò un immediato accordo con l'AIK per istituire la CIK (Confederazione Italiana Kendo).  Nel giugno dello stesso anno, la Confederazione ottenne il riconoscimento internazionale ai Campionati del Mondo di Seoul.

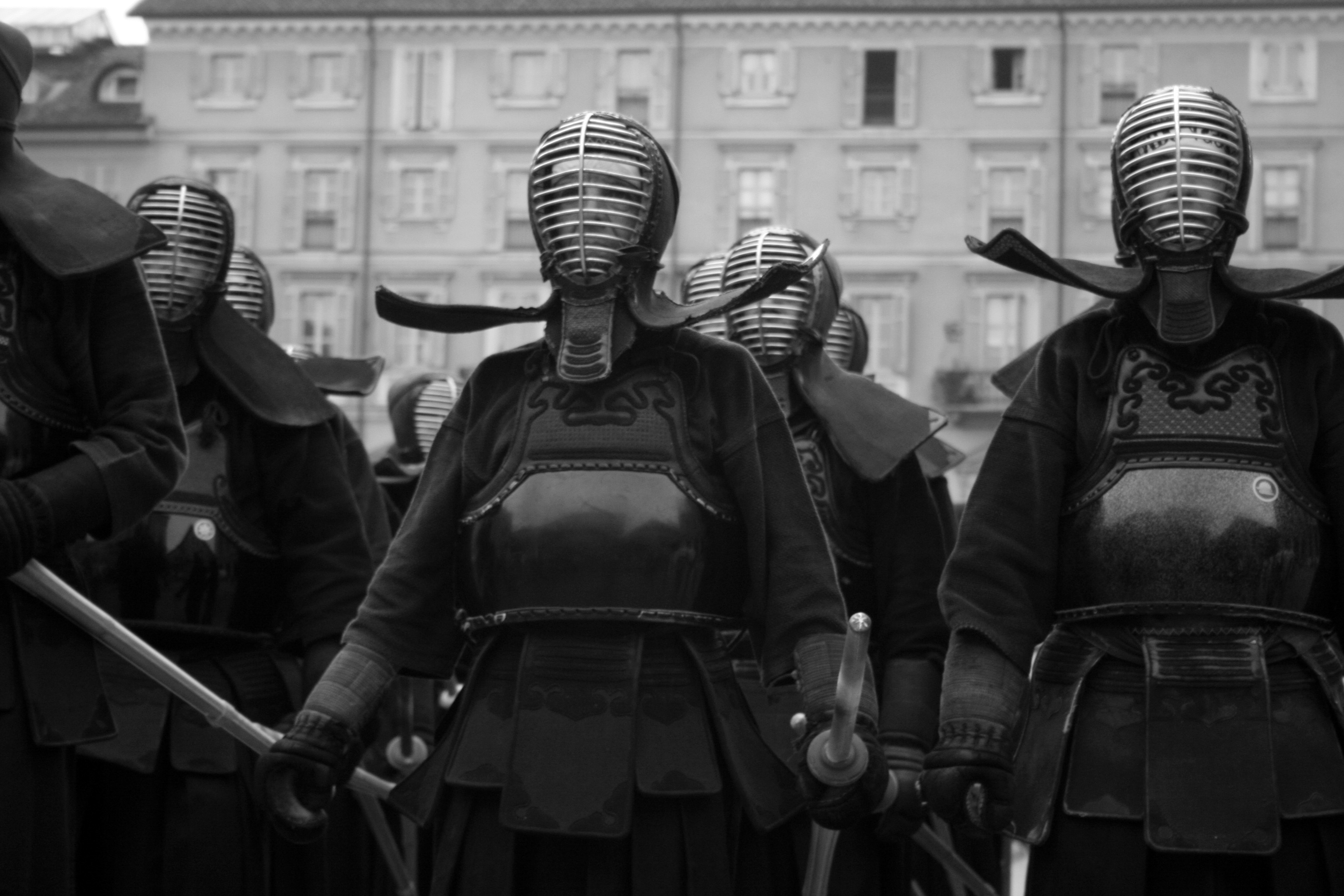
Kendoka, World Fencing Championships a Torino, 2006

Nel 2006, grazie all'entrata della FIK (International Kendo Federation) nel novero delle federazioni internazionali rappresentate dallo Sport Accord (già GAISF, General Association of International Sports Federations), la CIK ha ottenuto lo stesso privilegio internazionale in quanto riconosciuta dalla FIK (International Kendo Federation): Sport Accord è un'associazione no-profit che raggruppa le federazioni sportive internazionali, olimpiche e non olimpiche, che fanno capo al CIO, e che conta 109 membri. Per poter entrare in Sport Accord la FIK (International Kendo Federation) dovette ridefinire il proprio acronimo in quanto era già presente la International Korfball Federation (IKF), mentre numerose altre federazioni per la disciplina di diverse arti marziali utilizzavano l'acronimo IKF, come la International Karate Federation, la International Kick-boxing Federation, o la International Kung-fu Federation, mentre la sigla FIK risultò molto meno utilizzata. Da qui la scelta di questo acronimo, diverso dalla sequenza di iniziali del nome completo.
La CIK organizza stage e seminari per praticanti, atleti, arbitri ed insegnanti, diretti dalle migliori delegazioni di maestri internazionalmente riconosciute.
Nel corso degli anni la Confederazione Italiana Kendo è riuscita ad incrementare il numero di praticanti di queste discipline arrivando a contare 100 dojo (società sportive) affiliati ed oltre 2.500 iscritti.
La serietà, la professionalità e l'impegno nell'insegnamento e nella diffusione della diverse arti marziali rappresentate hanno portato la CIK a poter organizzare eventi come i Campionati Europei di Kendo 2001 a Bologna ed i Campionati Europei di Iaido e Jodo 2005 a Bologna.
La crescita della CIK si misura anche con il progresso tecnico dei propri membri. Oggi la CIK può contare sull'apporto di sette 7° dan italiani. Il conseguimento del grado (dan) è importante in quanto conseguito davanti a giurie internazionali (spesso composte da maestri giapponesi) ed è riconosciuto a livello internazionale. In Europa la federazione europea (EKF) gestisce e pubblica i gradi degli iscritti alle federazioni associate garantendo gli stessi requisiti a tutti i membri dei paesi europei.
Nel 2011 La Cik ha fatto domanda al CONI per entrare a far parte delle Discipline Sportive Associate e sta svolgendo il regolare percorso di osservazione per ottenere il riconoscimento.
Nel 2012 la CIK ha avuto l'onore di vedere accolta dalla International Kendo Federation la richiesta per l'organizzazione e l'ospitalità del 15º Campionato Mondiale di Kendo, svoltosi a Novara nel maggio 2012. In quanto affiliata alla FIK l'evento è riportato sul sito ufficiale dell'organismo internazionale.
Tra gli ulteriori riconoscimenti internazionali ufficiali, anche nel merito delle altre discipline rappresentate, la CIK è stata selezionata per l'organizzazione del 13º Campionato Europeo di Jodo, che si è tenuto a Torino nel settembre 2014, con il supporto European Kendo Federation e International Kendo Federation, e della delegazione ufficiale ZNKR (Zen Nippon Kendo Renmei).
Nell'ambito della disciplina Kendo, come alto riconoscimento per la qualità del lavoro svolto a livello italiano ed internazionale, è stata inoltre affidata alla CIK dalla EKF l'organizzazione sul territorio nazionale di una sessione d'esami per il conseguimento di 6º e 7º dan, con presenza di una delegazione AJKF (ottobre 2014).

## Campionati internazionali e atleti CIK
Gli atleti CIK da sempre ottengono risultati agonistici di prestigio in campo internazionale nelle diverse discipline rappresentate dalla Confederazione Italiana Kendo. Sul sito ufficiale vengono pubblicati i risultati delle competizioni, suddivise per disciplina:
- Kendo : Classifica generale CCEE EKF Archiviato il 14 agosto 2014 in Internet Archive.
- Iaido : Classifica generale CCEE EKF Archiviato il 13 novembre 2013 in Internet Archive.
- Jodo : Classifica generale CCEE EKF Archiviato il 14 febbraio 2008 in Internet Archive.
- Naginata : Classifica generale CCEE ENF Archiviato il 5 settembre 2009 in Internet Archive.

### Atleti italiani in competizioni mondiali Kendo
- 2003 - Glasgow, Inghilterra - 17º World Kendo Championships
  - Men’s Team - Italia - 3º posto

### Atleti italiani in competizioni europee Kendo[15]
- 2014 - Clermont-Ferrand, Francia - 26º EKC
  - Men's Team - Italia - 1º posto
  - Women's Team - Italia - 1º posto
  - Men's Individual - Dario Baeli - 3º posto
  - Women's Individual - Serena Ricciuti - 3º posto
- 2013 - Berlin, Germania - 25º EKC
  - Men's Individual - Giuseppe Giannetto 1º posto
  - Junior's Team - Italia - 3º posto
- 2011 - Gdynia, Polonia - 24º EKC
  - Men's Team - Italia - 2º posto
  - Men's Individual - Fabrizio Mandia - 2º posto
- 2010 - Debrecen, Ungheria - 23º EKC
  - Men's Team - Italia - 2º posto
  - Men's Individual - Fabrizio Mandia - 1º posto
  - Junior's Individual - Andrea Moretti - 3º posto
- 2008 - Helsinki, Finlandia - 22º EKC
  - Women's Team - Italia - 3º posto
- 2007 - Lisboa, Portogallo - 21º EKC
  - Women's Team - Italia- 3º posto
  - Women's Individual - Mirial Livolsi - 3º posto
  - Junior's Individual - Giacomo Pezzo - 3º posto
- 2005 - Bern, Svizzera - 20º EKC
  - Men's Team - Italia - 3º posto
- 2004 - Budapest, Ungheria - 19º EKC
  - Men's Team - Italia - 3º posto
  - Men's Individual - Fabrizio Mandia - 1º posto
- 2001 - Bologna, Italia - 17º EKC
  - Men's Team - Italia- 2º posto
  - Women's Team - Italia - 2º posto
  - Women's Individual - Antonella Costa - 2º posto

- 1999 - Lourdes, Francia - 16º EKC
  - Men's Team - Italia - 3º posto
  - Women's Team - Italia - 2º posto
  - Women's Individual - Mirial Livolsi - 1º posto
- 1998 - Basel, Svizzera - 15º EKC
  - Women's Team - Italia - 3º posto
  - Women's Individual - Mirial Livolsi - 1º posto
- 1996 - Miskolc, Ungheria - 14º EKC
  - Women's Individual - Mirial Livolsi - 1º posto
- 1995 - Glasgow, Inghilterra - 13º EKC
  - Men's Team - Italia - 3º posto
  - Men's Individual - Walter Pomero - 2º posto
- 1993 - Turku, Finlandia - 12º EKC
  - Women's Team - Italia - 3º posto
  - Women's Individual - Donatella Castelli - 3º posto
- 1990 - Berlin, Germania - 10º EKC
  - Women's Individual - Mirial Livolsi - 3º posto
- 1989 - Amsterdam, Olanda - 9º EKC
  - Women's Individual - Maria G. Passerella - 2º posto
- 1987 - Malmö, Svezia - 8º EKC
  - Men's Team - Italia - 3º posto
- 1984 - Brussels, Belgio - 6º EKC
  - Men's Team - Italia - 3º posto
- 1983 - Chambery, Francia - 5º EKC
  - Men's Team - Italia - 3º posto
- 1978 - Chambery, Francia - 3º EKC
  - Men's Team - Italia - 3º posto
- 1977 - Bruxelles, Belgio - 2º EKC
  - Men's Team - Italia - 3º posto

Una menzione particolare del risultato unico nella storia dei Campionati Europei di Kendo, in cui entrambe le delegazioni nazionali CIK, Maschile e Femminile, hanno conseguito la medaglia d'oro, nell'edizione 2014 che si è tenuta a Clermont-Ferrand (Francia).